# V8 엔진

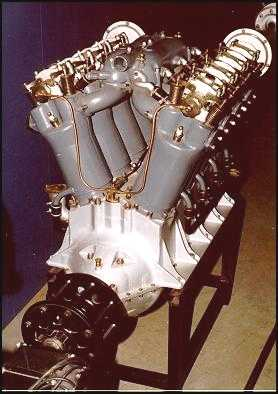
실험적인 리버티 V8 항공기 엔진은 앞이나 뒤에서 볼 때 45° V형 구성을 보여준다.

V8 엔진(V8 engine)은 총 8개의 피스톤이 공통 크랭크축에 동력을 공급하면서 크랭크실에서 마운트된 실린더가 있는 8기통 V 구성 엔진이다. 대부분의 뱅크(bank)들은 서로 90도 방향으로 위치해 있으며 일부는 그보다 더 좁은 각도인 45°, 60°, 72°로 되어 있다.
가장 단순한 형태의 경우 V8은 기본적으로 2개의 병렬 인라인 포 엔진이며 고옹 크랭크축을 공유한다. 그러나 (플랫 또는 싱글 플레인 크랭크축이 포함된) 이 단순한 구성은 동일한 2차 동적 불균형(secondary dynamic imbalance) 문제가 있는데 큰 엔진 배기량의 진동을 발생시킨다. 1920년대 이후로, 대부분의 V8들은 무거운 균형추를 지닌 다소 더 복잡한 크로스플레인 크랭크축을 사용해오고 있으며 이러한 진동을 제거해준다. 이로 말미암아 엔진은 V6보다 더 부드러우며 V12보다 가격은 상당히 더 저렴한 편이다.
수많은 경주용 V8들은 싱글 플레인 크랭크축의 사용을 계속하고 있는데, 그 이유는 더 빠른 가속과 더 효율적인 배기 시스템 설계가 가능하기 때문이다.

## 역사
1902년, Léon Levavasseur는 가볍지만 매우 강력한 가솔린 주입 V8 엔진의 특허를 받았다.

## 같이 보기
- W8 엔진

## 참고 문헌
- Sessler, Peter C. (2010). 《Ultimate American V-8 Engine Data Book》 Seco판. MBI Publishing. ISBN 978-0-7603-3681-6.